# 夜が降り止む前に
「夜が降り止む前に」（よるがふりやむまえに）は、2019年6月28日にリリースされた、KAMITSUBAKI STUDIO所属のバーチャルアーティスト花譜のシングルである。同日、ミュージックビデオがYouTube上で公開された。作詞・作曲・編曲は全てカンザキイオリが手掛ける。
2019年9月11日にKAMITSUBAKI RECORDからリリースされた花譜 1st アルバム『観測α』/『観測β』にも収録されている。

## 概要
2019年6月28日に公開された映画『ホットギミック ガールミーツボーイ』の主題歌となっている。2019年6月13日には「ホットギミック ガールミーツボーイ」の監督、山戸結希によって劇中シーンを織り交ぜて制作されたショートMVが公開されている。映画における3人の男性との恋に揺れ動く初の思いをエモーショナルに伝える楽曲となっている。
楽曲の制作当時、花譜は15歳であった。CDのブックレットは、映画の舞台となっている豊洲エリアに「聖地巡礼」した花譜のミニ写真集となっている。
花譜本人は、曲や映像の良さを殺さないために、その美しさをきちんと伝えられるよう情景や感覚を想像しながら、歌の強弱や息の吐き方などを工夫して歌った、とインタビューに答えて語っている。また、作曲を行ったカンザキイオリからは「儚げなイメージを全面に出して、最後のサビでパーンと弾け出す感じに」というディレクションがあった。

## 収録曲
カンザキイオリが書き下ろしたオリジナルバージョンに加え、ボカロPのGuianoおよび大沼パセリによるリミックスバージョンとインストゥルメンタルの4曲が収録されている。
| 全作詞・作曲・編曲: カンザキイオリ。 |                                          |                |                |            |       |
| #                                    | タイトル                                 | 作詞           | 作曲・編曲     | Remix      | 時間  |
| 1.                                   | 「夜が降り止む前に」                     | カンザキイオリ | カンザキイオリ |            | 03:34 |
| 2.                                   | 「夜が降り止む前に（Guiano Remix）」     | カンザキイオリ | カンザキイオリ | Guiano     | 03:00 |
| 3.                                   | 「夜が降り止む前に（大沼パセリ Remix）」 | カンザキイオリ | カンザキイオリ | 大沼パセリ | 03:18 |
| 4.                                   | 「夜が降り止む前に（Instrumental）」     | カンザキイオリ | カンザキイオリ |            | 03:33 |
| 合計時間:                            | 合計時間:                                | 合計時間:      | 13:23          |            |       |

## リミックス
2019年12月25日にリリースされた『観測γ』では、「夜が降り止む前に(samayuzame Remix) 」が収録されている。

## ライブでの演奏
2019年8月1日に開催された花譜初のワンマンライブ『花譜 1st ONE-MAN LIVE「不可解」』では、大沼パセリによるRemixバージョンが演奏された。2020年3月23日の『花譜 1st ONE-MAN LIVE「不可解(再)」』では、samayuzame によるRemixバージョンが演奏された。